# Cornutia microcalycina
Cornutia microcalycina là một loài thực vật có hoa trong họ Hoa môi. Loài này được Pav. ex Moldenke mô tả khoa học đầu tiên năm 1936.